# Ruine Heriboldesburg
Die Ruine Heriboldesburg ist die Ruine einer hochmittelalterlichen Spornburg oberhalb des Jagsttales auf einem Bergsporn in Herbolzheim, einem Stadtteil von Neudenau im Landkreis Heilbronn in Baden-Württemberg. 

## Geschichte
Der ursprüngliche Siedlungskern von Herbolzheim liegt auf dem rechten Jagstufer. Wohl in Folge der Ungarneinfälle im frühen 10. Jahrhundert wurde der Herrenhof des Ortes auf den Höhenzug am linken Jagstufer verlegt. Aus ihm entstand wohl im 12. Jahrhundert die Burg Herbolzheim. Sie war Stammsitz der 1268 erstmals erwähnten Ritter von Herbolzheim.
Burg und Ort Herbolzheim kamen um 1330 an das Hochstift Worms und über mehrere Verpfändungen und Verkäufe 1362 schließlich an Kurmainz.
Wann und warum die Burg zerstört wurde, ist unbekannt. Die in Herbolzheim lange nicht mehr begüterten Ritter von Herbolzheim starben wohl im späten 15. Jahrhundert aus, die Burg dürfte zu jener Zeit auch schon zerstört gewesen sein. Steine der Burg wurden gemäß dem Rathausprotokoll von 1790 beim Bau der Jagstbrücke verwendet und wurden wohl auch zum Bau der Kirche genutzt.
Der heute gebräuchliche Name Heriboldesburg rührt von einer Fehldeutung des Ortsnamens als Heriboldesheim in einem Schulbuch von 1902 her. Dieser Name ist jedoch nicht historisch belegt. Die Burg hatte vielmehr wohl keinen besonderen Namen, sondern wurde nur als Burg oder Schloss zu Herbolzheim erwähnt, wobei die Bezeichnung Schloss meist nur im Zusammenhang mit den alten Herrschaftsrechten verwendet wird und keinen repräsentativen Gebäudebestand bezeichnet.
Die Anlage kam 1907 von den Grafen von Leiningen-Neudenau in Privatbesitz. Der einsturzgefährdete Bergfried wurde durch jüngst erfolgte Sanierungsmaßnahmen gesichert und begehbar gemacht. Die Anlage befindet sich weiterhin in Privatbesitz und ist nicht zugänglich.

## Anlage
Bis auf den rekonstruierten etwa 25 Meter hohen und knapp 9 Meter im Durchmesser betragenden runden Bergfried und wenige Zwinger- und Mauerreste ist heute nichts mehr von der Anlage erhalten. An den im Norden der Kernburg befindlichen Bergfried schlossen sich einst Wohngebäude und Stallungen an, das Ensemble war mit einer Ringmauer umgeben. Hinter der Ringmauer befand sich ein halbkreisförmiger Halsgraben. Unterhalb der Anlage befand sich einst auch noch eine Vorburg. An ihrer Stelle wurde im 16. Jahrhundert ein kurmainzisches Verwaltungsgebäude, das spätere Pfarrhaus, errichtet.

## Galerie

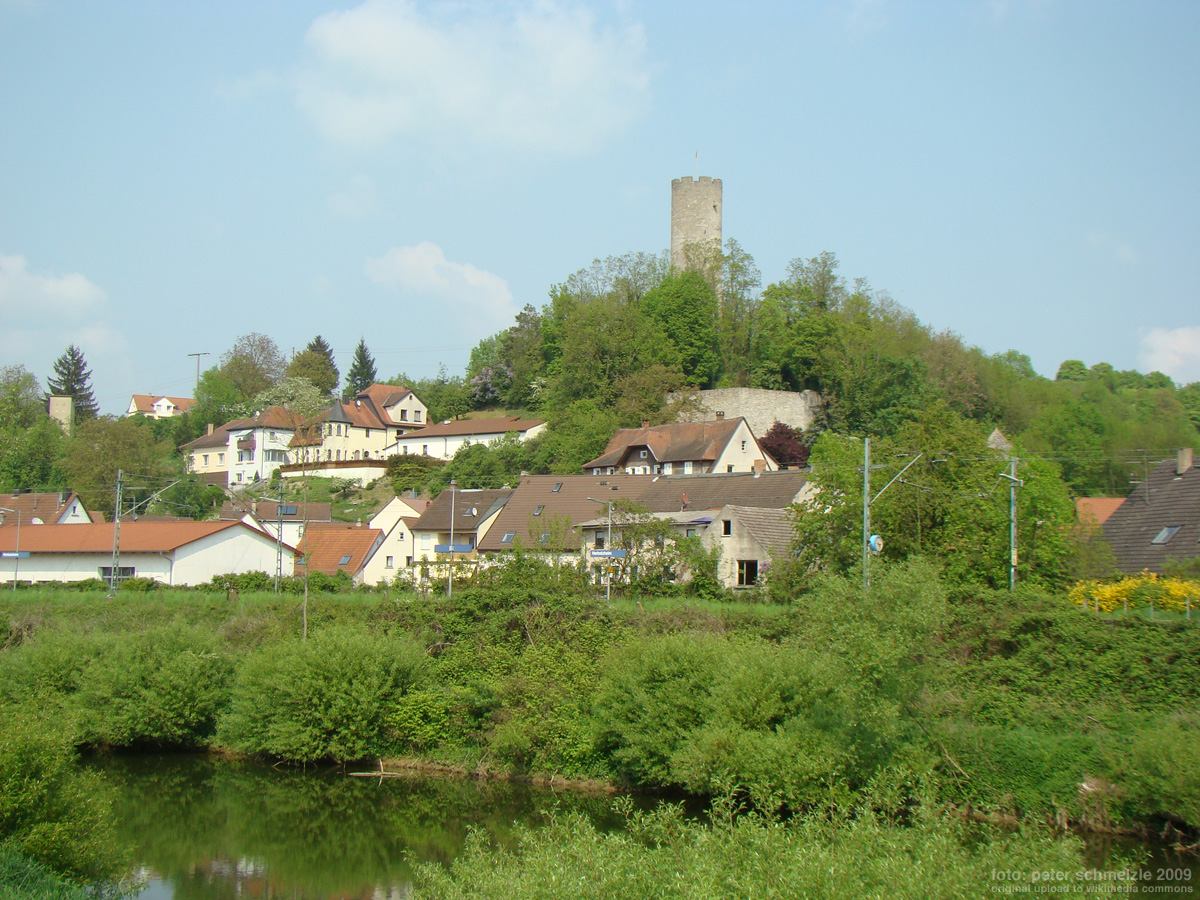
Lage der Ruine oberhalb der Jagst
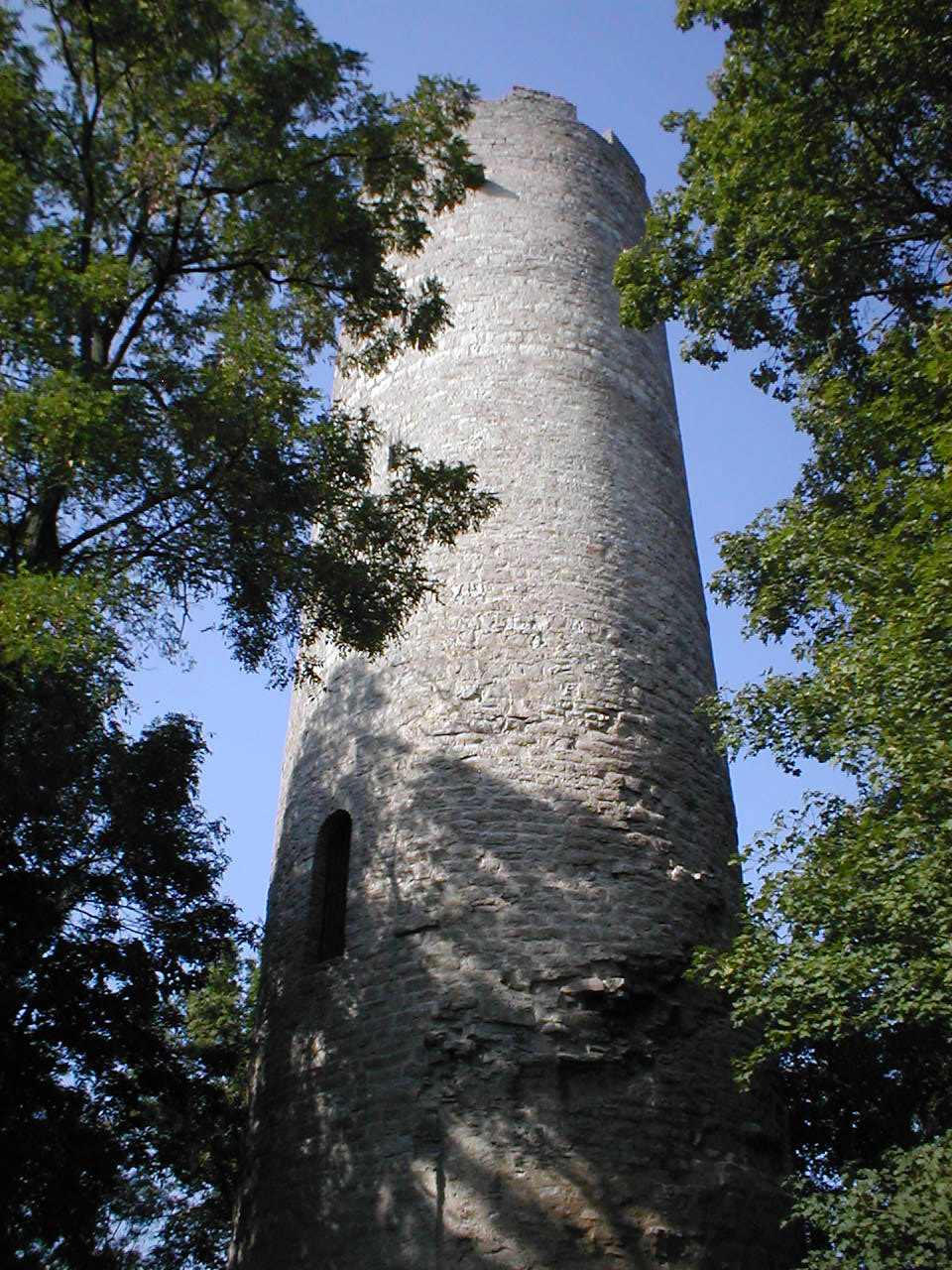
Bergfried
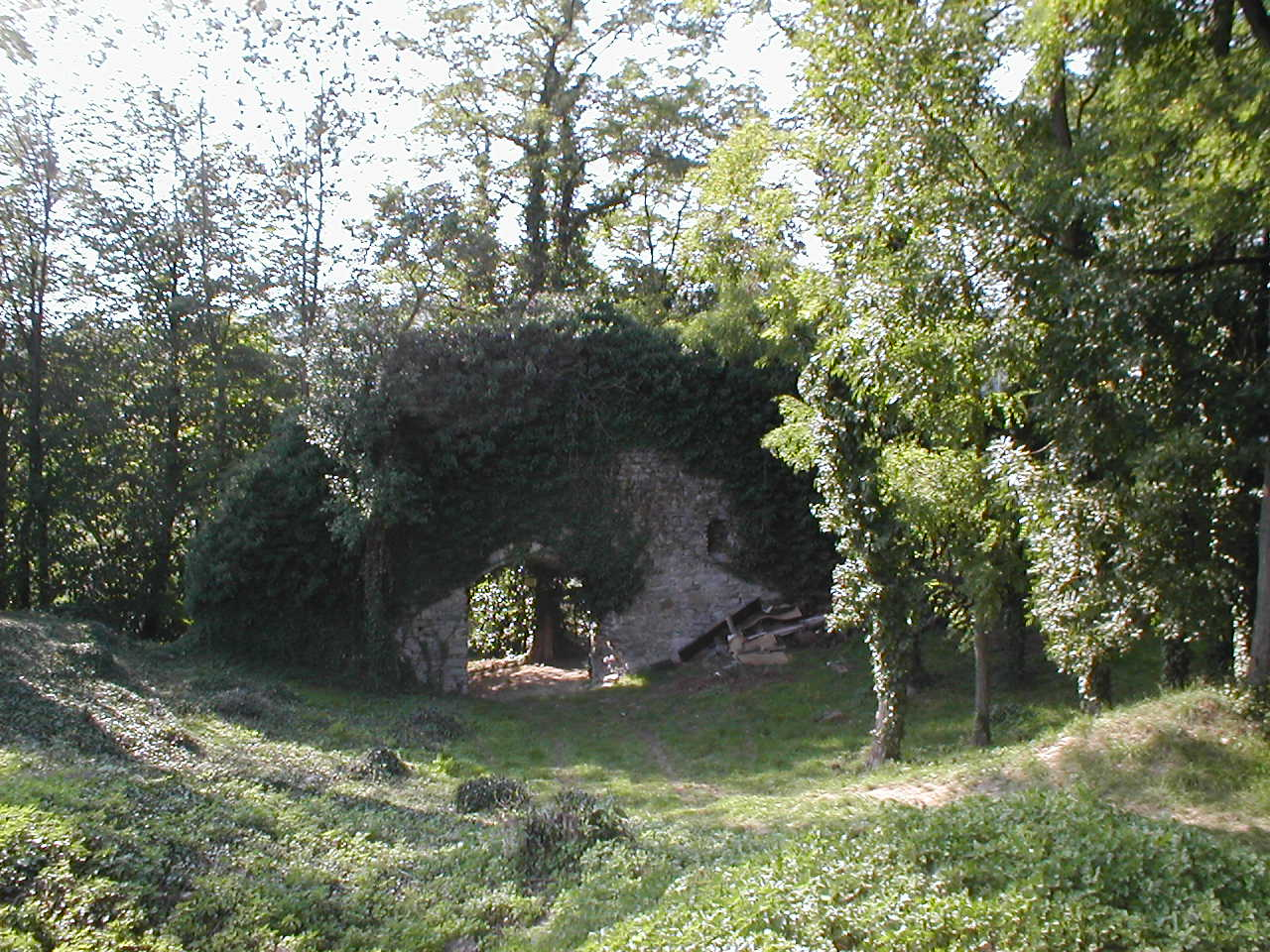
Reste der Ringmauer